# Open Archives Initiative
L'Open Archives Initiative (OAI) és una organització finançada per la Digital Library Federation, la Coalition for Networked Information, i la National Science Foundation que vol desenvolupar i promoure els estàndards d'interoperabilitat com a mitjà per facilitar l'intercanvi de contingut d'informació digital.

## Origen i objectius
El juliol de 1999, Paul Ginsparg, Rick Luce i Herbert Van de Sompel van enviar una crida a la participació en una reunió per tal d'explorar la possibilitat de cooperació entre els fitxers dels e-prints acadèmics. La reunió, que es va celebrar l'octubre de 1999 a Santa Fe (Nou Mèxic) i va ser patrocinada pel Council on Library and Information Resources (CLIR), la Digital Library Federation (DLF), el Scholarly Publishing and Academic Resources Coalition (SPARC), l'Association of Research Libraries (ARL) i el Laboratori Nacional Los Alamos (LANL), va portar a la creació de la iniciativa Open Archives (OAI).
L'objectiu de l'OAI ha estat el de contribuir de manera concreta a la transformació de la comunicació acadèmica. El vehicle proposat per a aquesta transformació va ser la definició dels aspectes organitzatius i tècnics de suport d'un marc per a la publicació acadèmica oberta en la qual poder establir versions tant gratuïtes com comercials. L'OAI va sorgir com un esforç per millorar l'accés a arxius de publicacions electròniques (eprints), en definitiva, per incrementar la disponibilitat de les publicacions científiques. Els treballs inicials es van centrar en el desenvolupament de marcs de compatibilitat per a la federació d'arxius d'eprints, però ben aviat es va veure que aquests marcs que permetien l'intercanvi de múltiples formats bibliogràfics entre diferents màquines utilitzant un protocol comú, tenien aplicacions més enllà d'aquesta comunitat. Per tant, l'OAI no és només un projecte centrat en publicacions científiques, sinó que es pot fer extensiu a la comunicació de metadades sobre qualsevol material emmagatzemat en suport electrònic.
El producte principal sorgit a partir de l'OAI és un marc per a la recuperació i l'agregació de metadades de múltiples repositoris i un protocol de recol·lecció conegut com l'Open Archives Initiative Protocol for Metadata Harvesting (OAI-PMH)., un protocol d'interoperabilitat per a l'intercanvi d'informació entre dipòsits digitals.